# SK Ptuj
SK Ptuj bio je slovenski nogometni klub iz Ptuja. Djelovao je od 1919. do 1941. godine.

## O klubu
U Ptuju je 1919. osnovan nogometni klub SK Ptuj (njemački: SK Pettau), koji su uglavnom činili Nijemci. Prvi predsjednik kluba bio je Josef Hotko, a kasnije je klub godinama vodio dr. Josef Fürthner. Prva utakmica kluba odigrana je 28. lipnja 1920. protiv neimenovane vojne momčadi, tada stacionirane u Ptuju, a utakmica je bila prvi nogometni događaj u gradu Ptuju nakon šest godina. Tjedan dana kasnije ponovno su se susreli isti protivnici, a ovoga puta bolji su bili vojnici koji su slavili još uvjerljivije, ovoga puta 5:0. U rujnu je klub primljen u Ljubljanski nogometni podsavez. Prvi igrački sastav SK Ptuj, verificiran od Ljubljanskog nogometnog podsaveza, činili su: Ervin Čuvaj, Kurt Ettinger, Rudolf Gondarsky, Emanuel Hahn, Josef Hotko, Nikolaj Klemenc, Pavel Machatsch, Josip Morawetz, Ljudevit Murko, Franc Nedog, Oskar Neubauer, Ivan Omuletz, Valter Osenjak, Rudolf Petek, Emerik Pepeonig, Otmar Pavlič, Josip Puklavec, Ferdinand Puhalka, Anton Podlacher, Avgust Pfeifer, Viktor Rojko, Oto Resniček, Oskar Rosmann, Otmar Samuda, Vilko Sonnenschein, Franc Spitz, Karol Vresič i Oto Waiditsch. U početku su u ekipi SK Ptuj bili i brojni Bečani koji su bili zaposleni u tvornici Petovia u Ptuju.
Prve utakmice igrao je na đačkom igralištu u Bregu kod Ptuja, da bi se potom preselili na veliko sportsko igralište iza ptujske plinare (zgrada je bila na dravskom nasipu, u neposrednoj blizini današnje Osnovne škole Mladika), koje je svečano otvoreno utakmicom protiv mariborske SK Svobode 16. svibnja 1921. Na ovom igralištu SK Ptuj je igrao do 1935. godine, kada je izgubio polje zbog tada aktualne agrarne reforme. Dana 12. rujna 1935. godine gradska općina daje klubu u desetogodišnji zakup igralište Đačkog doma na desnoj obali Drave, gdje klub djeluje do svog gašenja. SK Ptuj bio je dobro organiziran nogometni klub koji je bio član Ljubljanskog nogometnog podsaveza od 1920. godine, ali za razliku od njemačkih klubova u Celju (Athletik SK) i Mariboru (SV Rapid), nije uživao tako veliku financijsku potporu lokalne njemačke zajednice, što je dovelo do financijskih problema zbog kojih je SK Ptuj čak bio prisiljen na privremenu obustavu rada. SK Ptuj kratko je djelovao za vrijeme njemačke okupacije, ali je potom zauvijek nestao sa slovenske nogometne karte.
Usponom nacionalsocijalizma u Njemačkoj i eskalacijom napetosti u Europi pogoršala se situacija i u SK Ptuj. Slovenski dio igrača nije se slagao s politizacijom rada u sportskom klubu, još manje s njegovom njemačkom orijentacijom. Zbog toga je većina Slovenaca otišla iz kluba. Slovenska omladina Ptuja počela se ozbiljnije samoinicijativno baviti nogometom 1928. godine, ali je na formalno osnivanje slovenskog nogometnog kluba trebalo čekati još pet godina. U Ptuju je 14. svibnja 1933. godine osnovan Ptujski športni klub Drava, kao protuteža njemačkom nogometnom klubu SK Ptuj.

## Unutarnje poveznice
- Ptuj

## Vanjske poveznice
- Milorad Sijić, Fudbal u Kraljevini Jugoslavije (drugo dopunjeno izdanje)
- Zgodovina nogometa v Kraljevini SHS/Jugoslaviji in v času okupacije